# Parques y jardines de Pontevedra

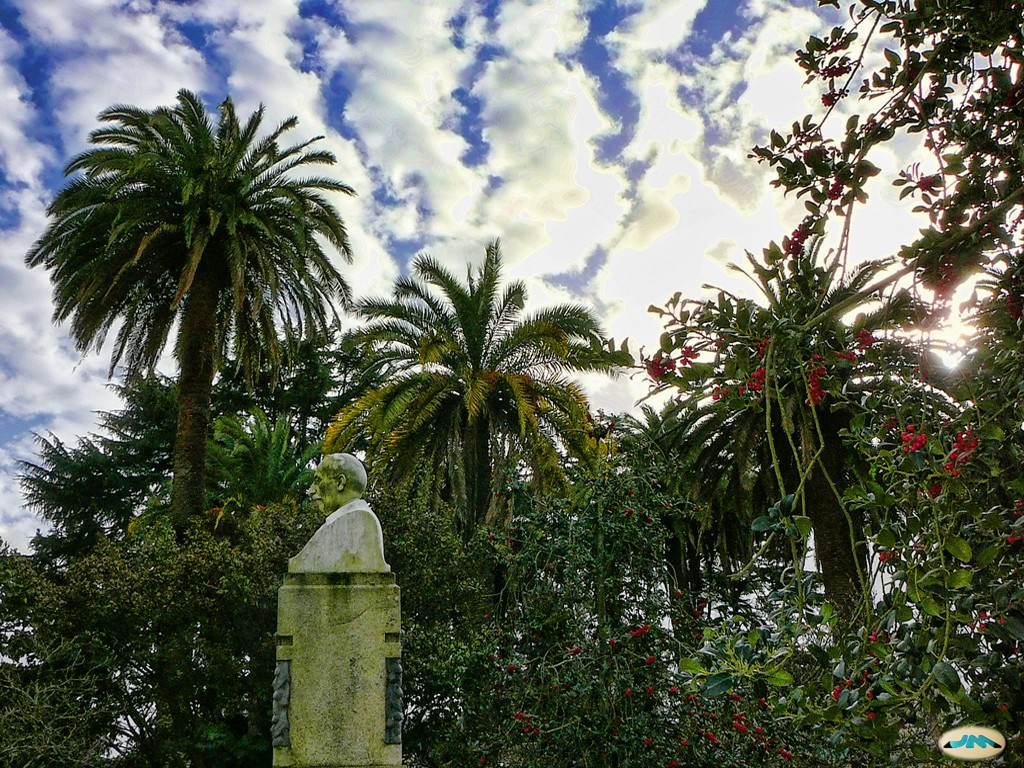
Jardines en Pontevedra.

Los parques y jardines públicos de Pontevedra  constituyen los espacios verdes de la ciudad española de Pontevedra, que se configuraron como tales desde el siglo XIX para el embellecimiento de la ciudad y el esparcimiento de los pontevedreses.
Pontevedra se destaca como una ciudad verde, ocupando el segundo lugar en Galicia en cuanto a metros cuadrados de espacio verde por habitante, con 19,86. Es además una de las únicas ciudades gallegas que supera la proporción saludable de zonas verdes recomendada, y en la que más del 70% de sus habitantes vive cerca de áreas verdes, superando las recomendaciones de la OMS.

## Tipología
En función de sus características, los parques y jardines de Pontevedra se dividen en varias tipologías: «históricos», los creados antes de 1930, como el parque de la Alameda o el parque de las Palmeras; «botánicos», como el jardín botánico de Lourizán; «naturales», como el de la Isla de las Esculturas o el parque de la Xunqueira de Alba; «lineales», como el parque del Gafos; «urbanos», los más comunes ubicados en plena ciudad como el de la plaza de Galicia o de la plaza de Barcelos; y «forestales», espacios verdes de amplia extensión ubicados en las zonas limítrofes de la ciudad, como el parque de A Tomba o el parque de A Fracha.

## Evolución histórica

### De los huertos monásticos a los jardines públicos delsigloXIX
En Pontevedra, los primeros antecedentes de los actuales jardines urbanos se encuentran en los huertos y vergeles de los conventos pertenecientes a las órdenes mendicantes que se establecieron en la ciudad en el siglo XIII: dominicos, franciscanos y clarisas. 

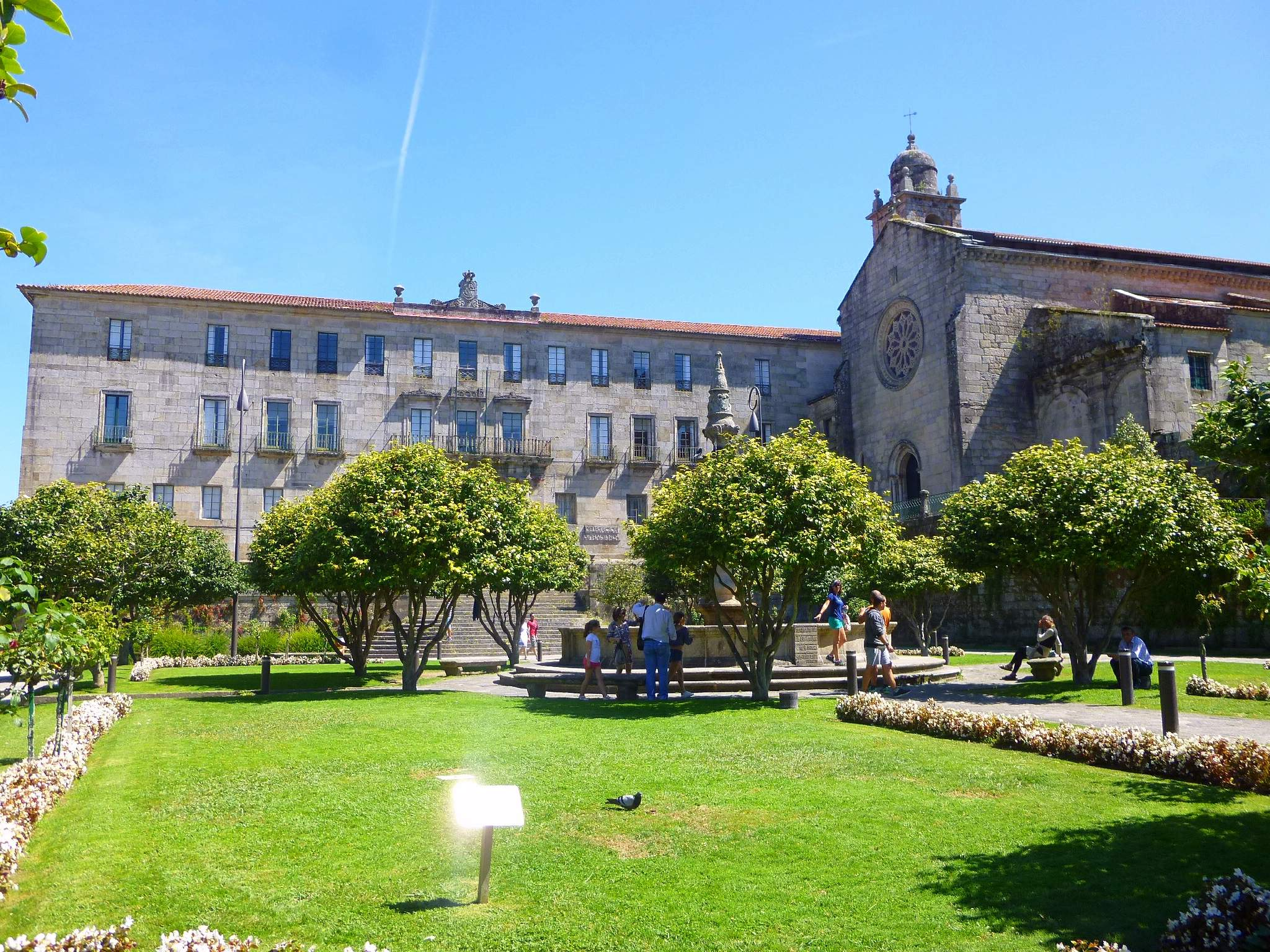
Jardines de Casto Sampedro.

En el siglo XIX, la Revolución Industrial llevó a la creación de los primeros parques públicos en las ciudades para contrarrestar los efectos negativos de la industrialización. Las autoridades comenzaron a financiar grandes jardines y parques urbanos, estableciendo una "jardinería pública" que se diferenciaba de los proyectos privados previos y que introdujo la arquitectura paisajista. En Pontevedra, la desamortización de Mendizábal en 1836 permitió la conversión de los terrenos pertenecientes a los huertos de las órdenes mendicantes en espacios públicos municipales, transformando los huertos de los conventos de Santo Domingo y San Francisco en áreas verdes accesibles para la ciudadanía. Así, el antiguo campo de Santo Domingo se convirtió en la actual Alameda, mientras que frente al convento de San Francisco surgieron en pleno centro histórico los Jardines de Casto Sampedro, una obra iniciada en 1845 e impulsada por el gobernador civil José María de Michelena. Por otro lado, el huerto del Convento de Santa Clara, que había estado cerrado al público y en uso exclusivo de las clarisas, fue adquirido por el ayuntamiento de Pontevedra en 2021, lo que permitió su apertura a los pontevedreses y la planificación de su futuro acondicionamiento como parque.

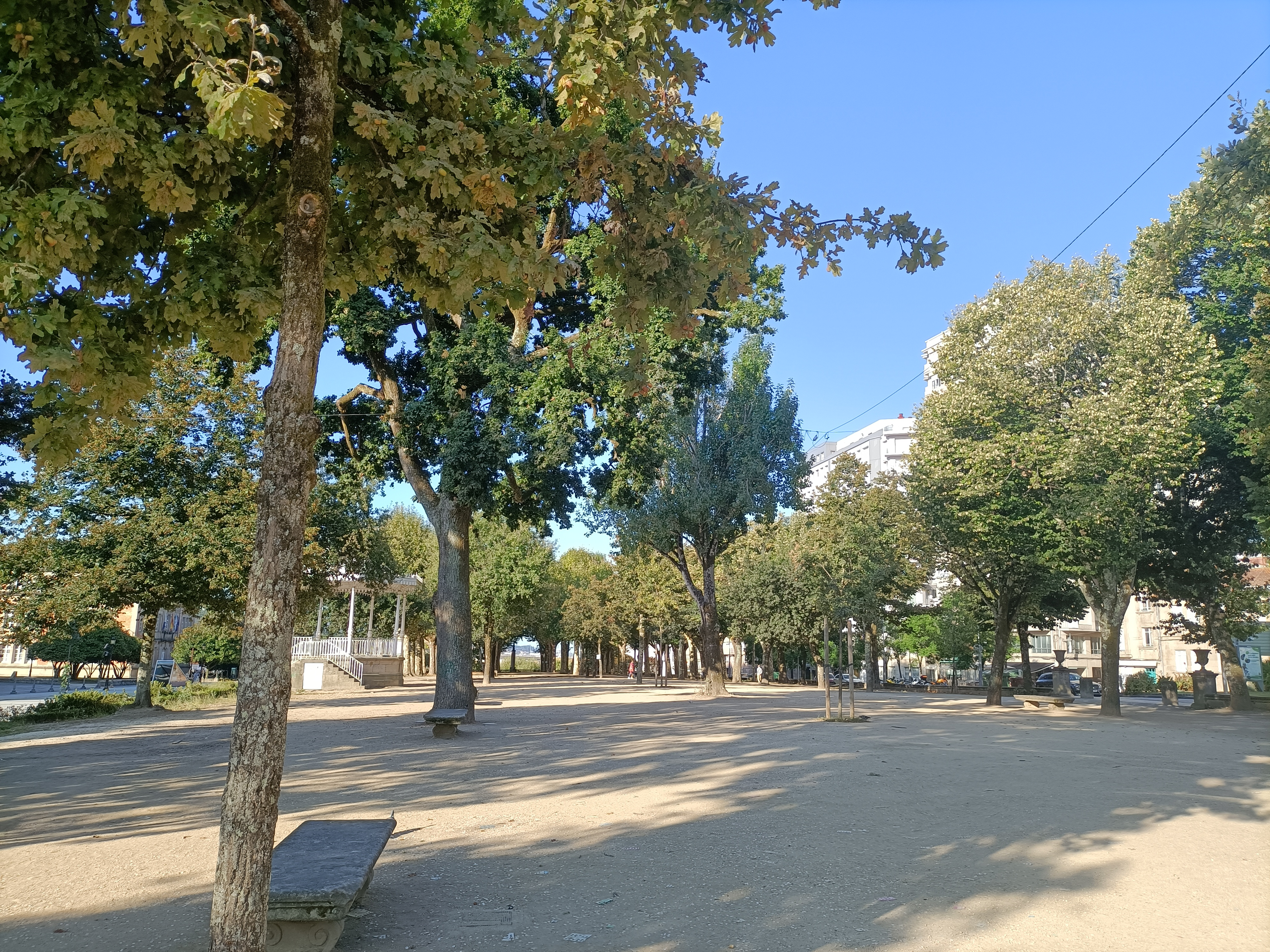
Alameda de Pontevedra.

La Alameda de Pontevedra, con forma oblonga, se extiende desde la plaza de España hacia San Roque y abarca una superficie de 21,000 m² junto con la Gran Vía de Montero Ríos. Dividida longitudinalmente en paseos por filas de árboles, la alameda cuenta con varios elementos notables, como un quiosco de música y un mirador con una escalinata de piedra adornada con leones y mosaicos de azulejos creados por Carlos Sobrino Buhigas en 1927, que ilustran escenas tradicionales. La Alameda fue originalmente conocida como Campo de la Verdad y Campo de Santo Domingo. En 1879, el arquitecto Alejandro Sesmero, figura central en la expansión urbana de Pontevedra, presentó un proyecto para transformar la Alameda como parte del ensanche burgués de la ciudad. Este espacio urbano se convirtió en un lugar socialmente significativo, con paseos diferenciados por clases sociales. En 1886, Sesmero diseñó el quiosco de música, inaugurado en 1904. Posteriormente, en 1928, se añadió una gran escalinata de piedra y columnas decoradas con leones, restauradas en su diseño original en 2010. Además, El Cafetín, que recuerda un antiguo café de principios del siglo XX, fue reinaugurado en 1987 con su estética actual.

### La aparición de parques emblemáticos en la primera mitad delsigloXX
En este período, los jardines y parques destacaron por la incorporación de especies vegetales ornamentales, tanto autóctonas como exóticas, y por la inclusión de elementos arquitectónicos y escultóricos, como estatuas y templetes. A lo largo del tiempo, estos espacios verdes fueron objeto de mejoras y remodelaciones, adaptándose a las necesidades urbanas y sociales de sus entornos, consolidándose como importantes elementos del paisaje urbano.
A principios del siglo XX, la expansión del ensanche burgués dio lugar a la creación del parque de las Palmeras, uno de los parques más emblemáticos de la ciudad. Este espacio, antiguo campo de la feria, experimentó desde 1902 un desarrollo gradual en su ajardinamiento, consolidándose como un destacado elemento del paisaje urbano y el parque más céntrico de la ciudad. Por otra parte, también en los primeros años del siglo XX, el indiano Casimiro Gómez Cobas creó un jardín ornamental en su propiedad de Monte Porreiro, Villa Buenos Aires, que décadas después se transformaría en el actual parque del Mirador. 

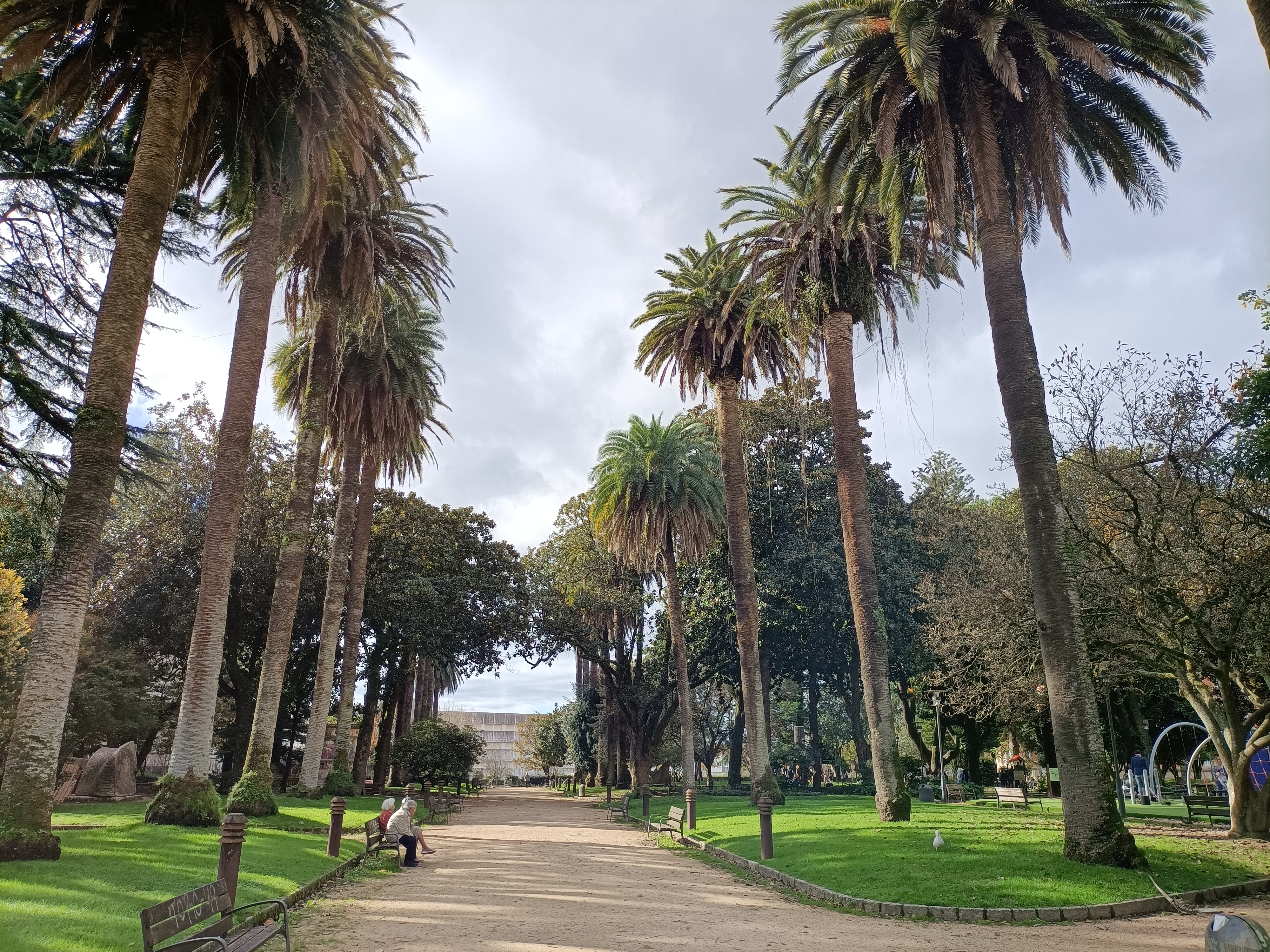
Parque de las Palmeras.

El Parque de las Palmeras, con aproximadamente 23,000 m², dispone de un paseo central con palmeras canarias, los jardines de Vincenti con magnolios y camelios, y los jardines de Colón con estanques y estatuas. También alberga el monumento a los navegantes y el monumento a Colón, inaugurados en 1959, y el histórico café Blanco y Negro, fundado en 1944. El parque, originalmente campo de San José, comenzó a desarrollarse a finales del siglo XIX, basado en un proyecto inacabado del arquitecto Alejandro Sesmero. El terreno de este campo fue transformado en jardín a principios del siglo XX. Durante ese siglo, el parque experimentó varias remodelaciones. En 1924, tras la eliminación de un circo-teatro de madera se amplió su espacio, y en 1929, se trasladó al parque el estanque de la Alameda. En la década de 1940 se instalaron columpios, y en los años 50, pajareras. En 1985, el parque se rediseñó al estilo inglés, con césped y bordes de granito, y en 2007 se eliminaron las pajareras, se ampliaron las áreas de juegos infantiles y se mejoró la iluminación.

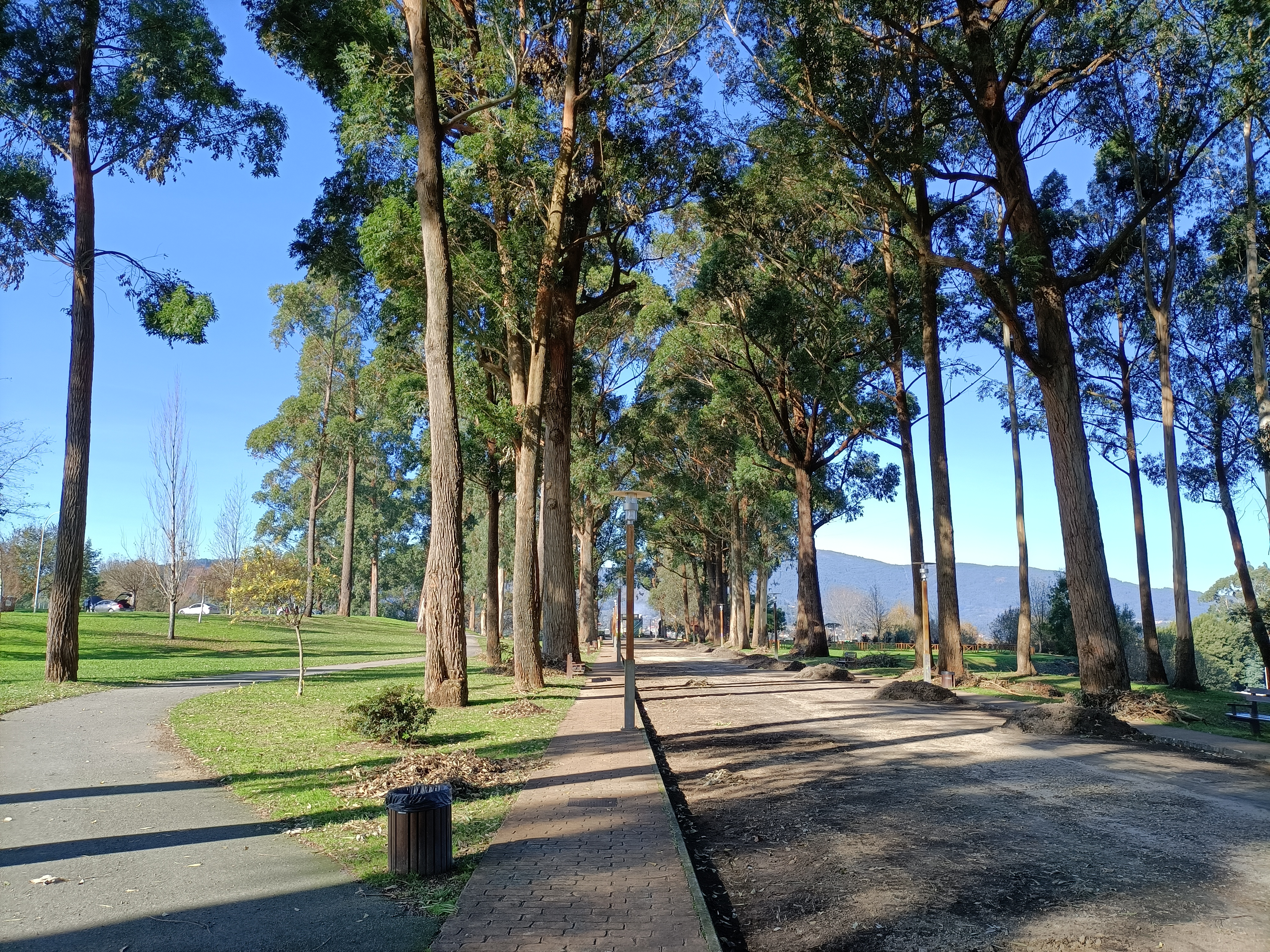
Parque del Mirador.

El Parque del Mirador de Monte Porreiro, originalmente un jardín privado creado por el indiano Casimiro Gómez Cobas a principios del siglo XX, fue diseñado por el paisajista portugués Jacinto de Matos. El jardín incluía una avenida central flanqueada por árboles y un templete-mirador. Con el desarrollo urbano del barrio en los años 1970, parte del antiguo parque se transformó en un espacio público en torno al paseo central bordeado de dos filas de eucaliptos exóticos. Desde 2000, fue mejorado con áreas de descanso, senderos, un parque infantil, y pistas deportivas.

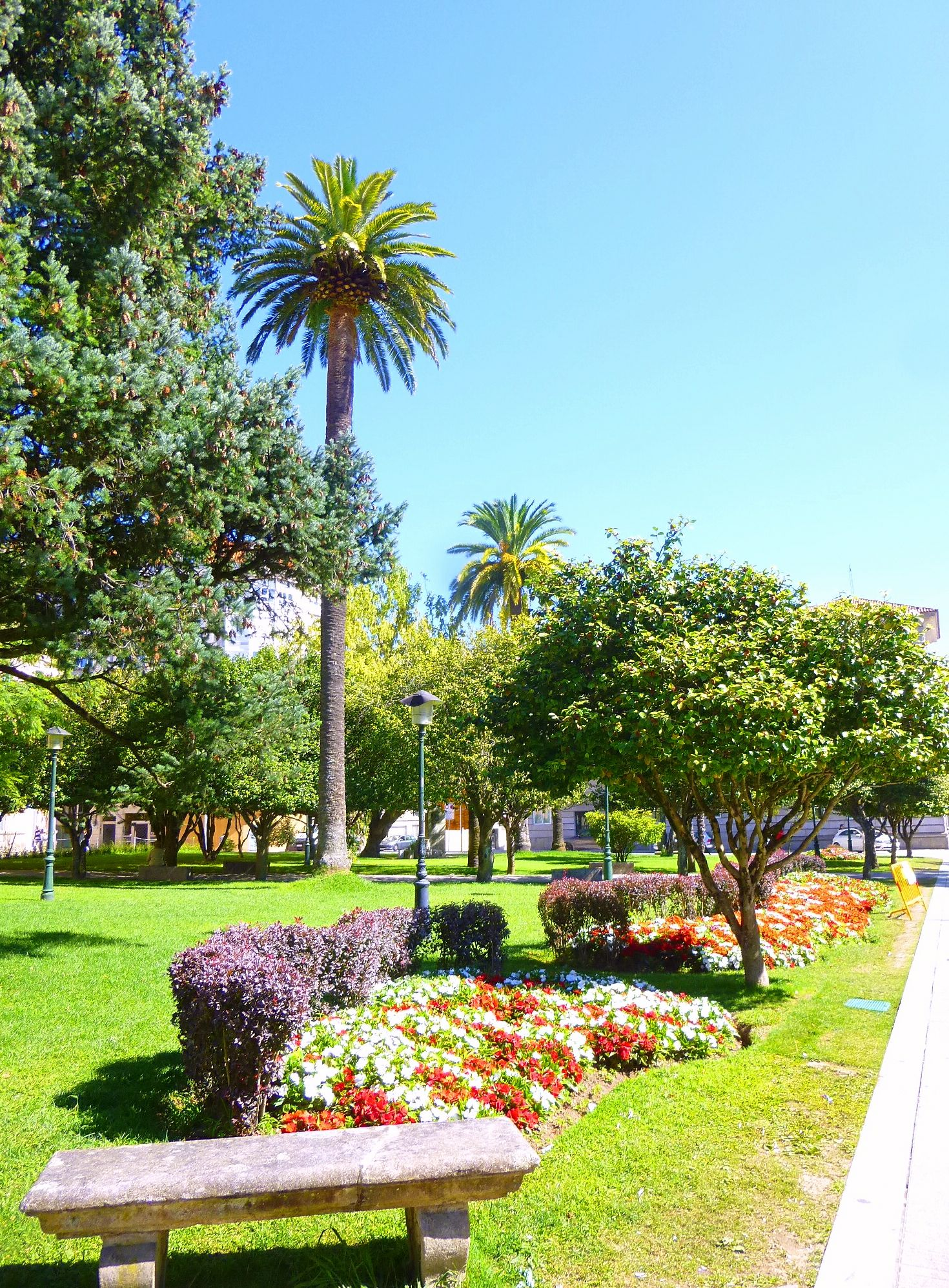
Jardines del Doctor Marescot.

En 1911, el Campo del Conde de la Peña del Moro, situado frente a la fachada del recién reconstruido cuartel de San Fernando y frente a la Alameda, fue transformado con la incorporación de árboles, jardines y una nueva calle conducente a la entrada del cuartel. Esta renovación urbanística dio origen a los Jardines del Doctor Marescot.
La Guerra Civil interrumpió los proyectos paisajísticos de la ciudad, y en la posguerra, el enfoque se trasladó al mantenimiento y restauración de los parques y jardines ya existentes, en lugar de desarrollar nuevas zonas verdes.

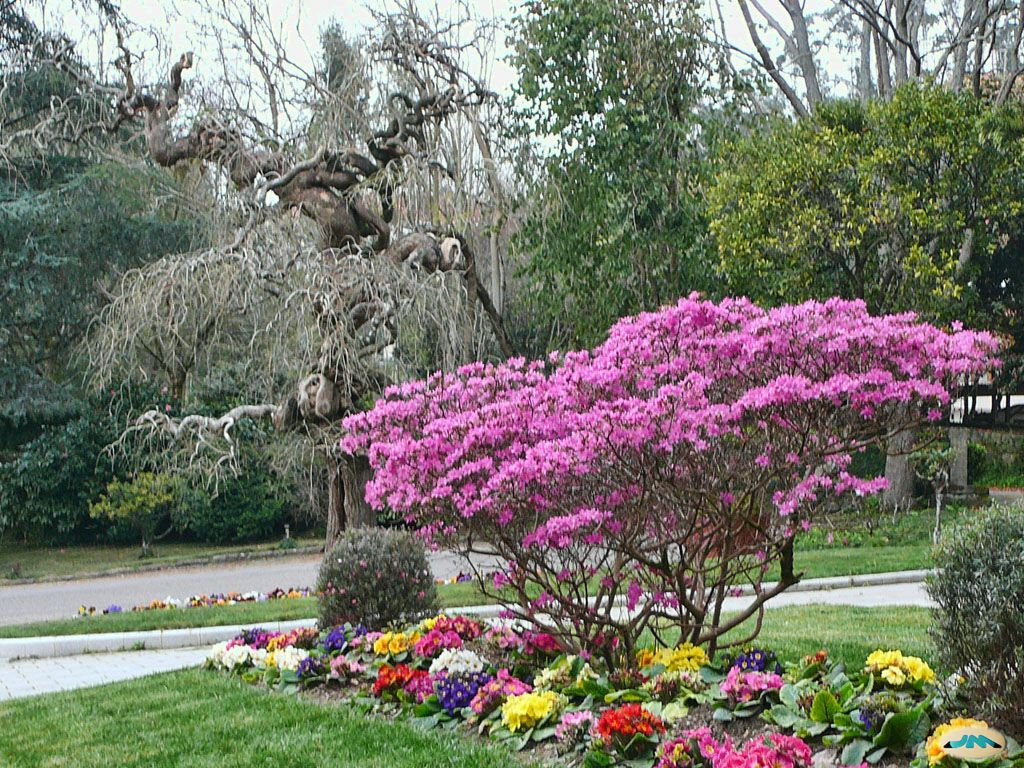
Jardín botánico de Lourizán.

En 1949, se creó el Jardín botánico de Lourizán de 54 hectáreas, que reúne una rica colección de especies exóticas y autóctonas, convirtiéndose en el jardín botánico más importante de Galicia. El germen de este arboreto se remonta al jardín y parque que rodean el Pazo de Lourizán, donde en la década de 1840 se plantaron las primeras magnolias y camelias. Posteriormente, Eugenio Montero Ríos embelleció el entorno a finales del siglo XIX y principios del siglo XX, añadiendo diversas especies ornamentales para adornar los senderos. El jardín botánico de Lourizán alberga 700 especies y más de 1.900 árboles de todo el mundo, incluyendo un cedro del Líbano de más de 130 años y la metasequoia más antigua de la península ibérica, plantada en 1951. Desde 1993, cuenta con el Parque de las Autonomías, que representa casi 50 especies de flora de las diferentes comunidades autónomas de España. También destacan áreas dedicadas a la flora de Taiwán y Australia, así como el Eucaliptetetum y el Coniferetum, con más de 85 y 170 especies, respectivamente. Además, el parque alberga una notable colección de camelias y otros árboles autóctonos y exóticos, muchos incluidos en el Catálogo de Árboles Singulares de la Junta de Galicia.

### Desarrollo de parques en barrios y plazas (1970-1997)

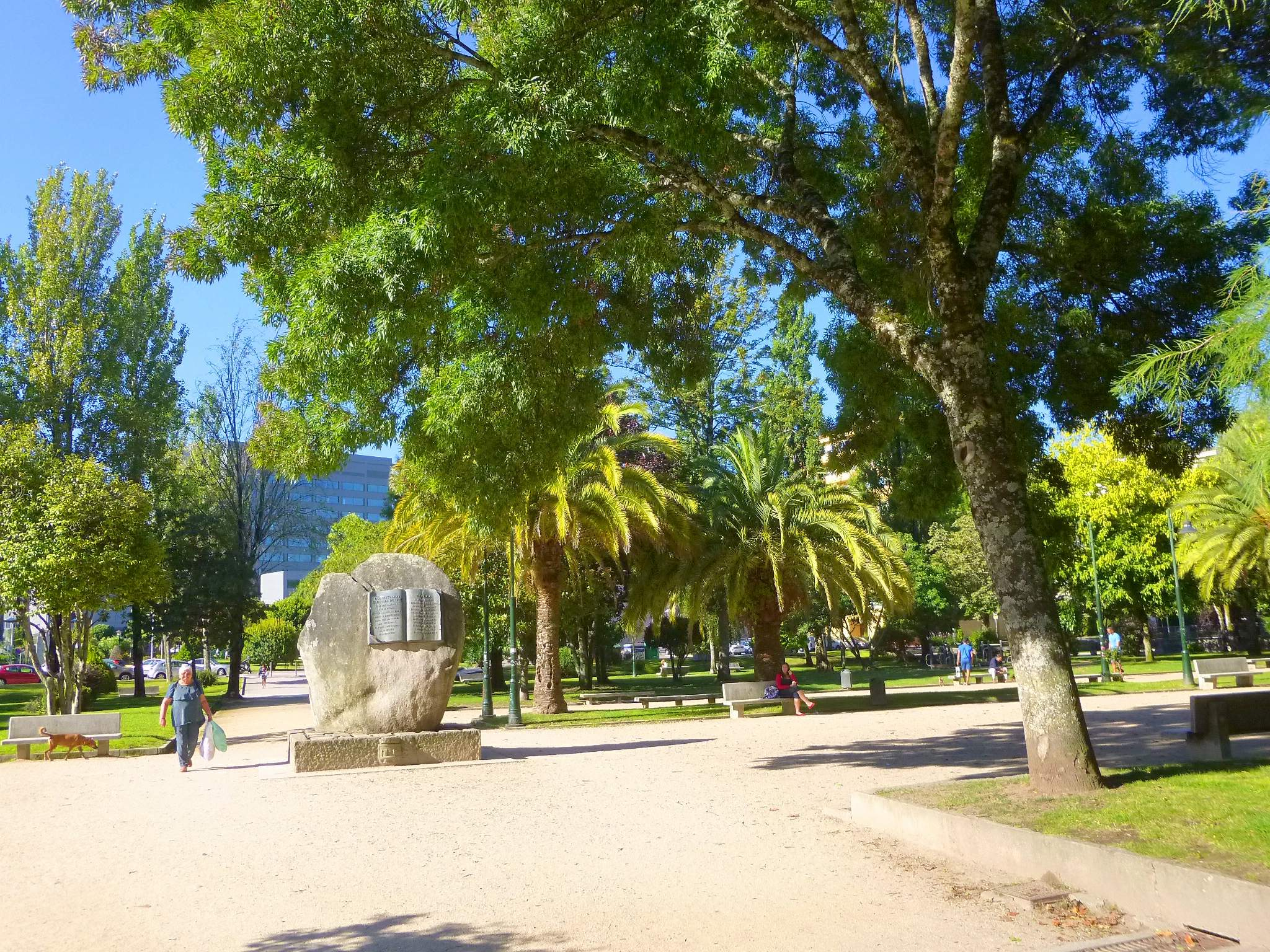
Parque de Campolongo.

La llegada de la democracia impulsó la creación de nuevas zonas verdes en la ciudad, marcando una era en la que la jardinería se vinculó estrechamente con el urbanismo. Durante este período, se adoptó una visión que combinó la estética con la funcionalidad, incorporando también áreas recreativas y zonas de juegos infantiles. Durante las décadas de 1970 y 1980, se llevó a cabo un significativo esfuerzo por dotar a los principales barrios de Pontevedra de parques públicos. En 1975 se creó el parque de Campolongo en un espacio natural sin urbanizar con una gran variedad de árboles, incluyendo ginkgos, magnolios y palmeras canarias y con áreas de césped, un monumento central a la Constitución, un parque infantil, un estanque y un pequeño hórreo ornamental, mientras que el jardín histórico de la antigua Villa Buenos Aires de Monte Porreiro fue acondicionado como un parque público, con su templete octogonal, áreas de descanso, senderos, un parque infantil y un minigolf. 

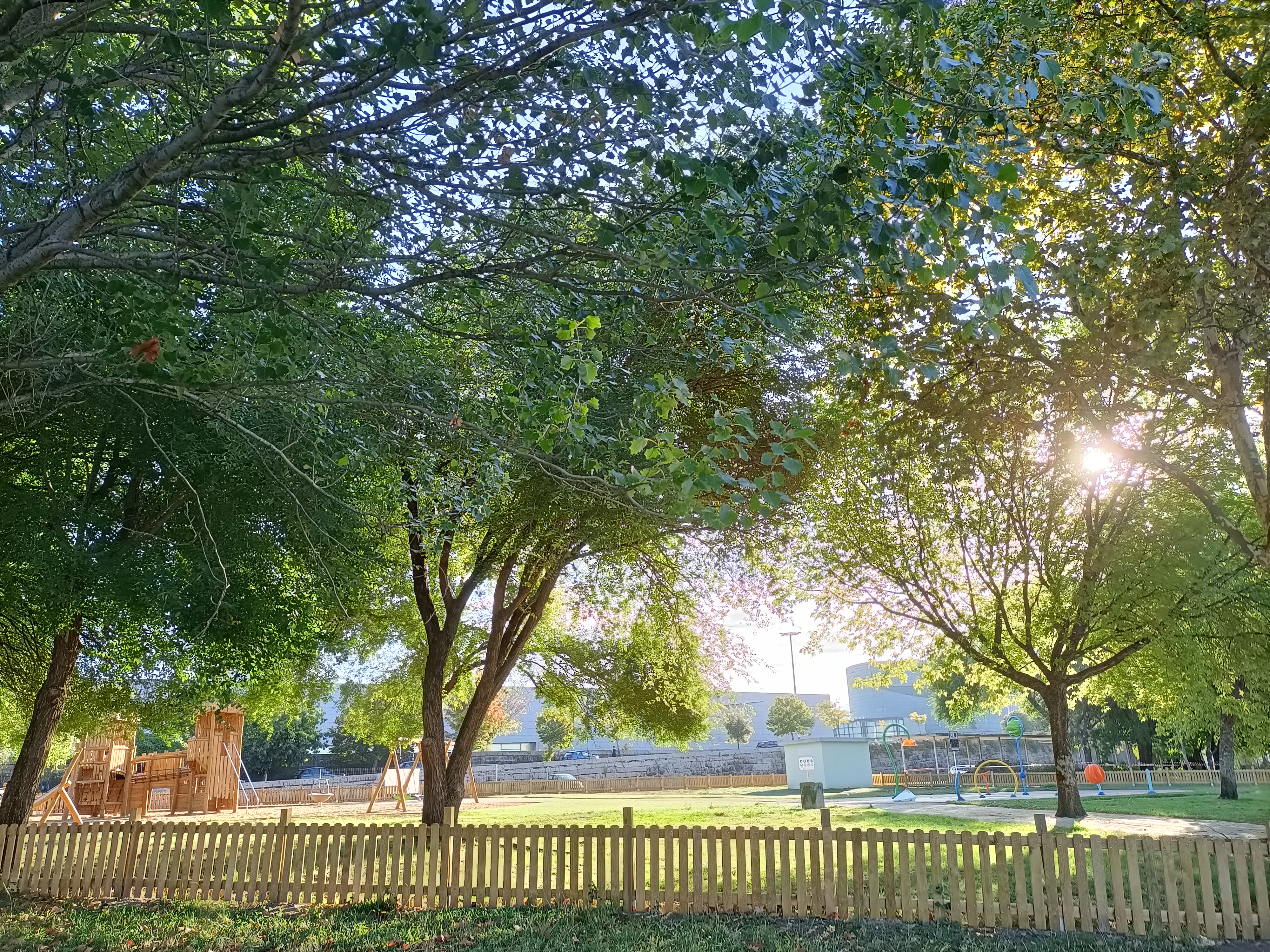
Parque Rosalía de Castro.

En 1986, el parque Rosalía de Castro se consolidó al este del barrio de O Burgo sobre un terreno previamente desecado de las antiguas marismas del río Lérez. En su lado izquierdo, se encuentra un parque infantil y un parque de juegos de agua. El Monumento a Rosalía de Castro, situado en el extremo oeste, es un monolito de granito con un busto en bronce de la escritora. En el otro extremo del parque, se encuentra el monumento "Mirador" de Tom Carr, una estructura escalonada en granito que culmina en un pequeño mirador. El parque alberga una variedad de árboles, incluyendo plátanos de sombra, robles americanos, cedros del Atlas, arces americanos y sauces llorones, entre otros.
Además, a partir de 1991, se reformaron y ajardinaron diversas plazas públicas y avenidas, como la avenida de Augusto García Sánchez, la plaza de Galicia, transformada en parque en 1991 con un nuevo diseño con múltiples fresnos de origen holandés, diversos caminos y una fuente central ornamental, y la Plaza de Barcelos, que fue ajardinada en 1997 y que alberga el Monumento al Árbol, recuerdo de los múltiples plátanos que tenía la plaza y que fueron talados para la construcción de un aparcamiento subterráneo. En 1996 se creó en Campolongo el parque de la Seta en un terreno antiguamente ocupado por un eucaliptal.

### Creación de parques naturales e integración de arbolado en las calles (1997-2010)
A finales del siglo XX, surgió en la ciudad una tendencia más naturalista en el diseño de espacios verdes urbanos, alineada con los principios de ecologismo y sostenibilidad medioambiental. Esta nueva visión no solo se enfocó en la creación de parques y grandes áreas verdes, sino también en la incorporación de arbolado en calles y paseos, reflejando una creciente preocupación por el entorno urbano.

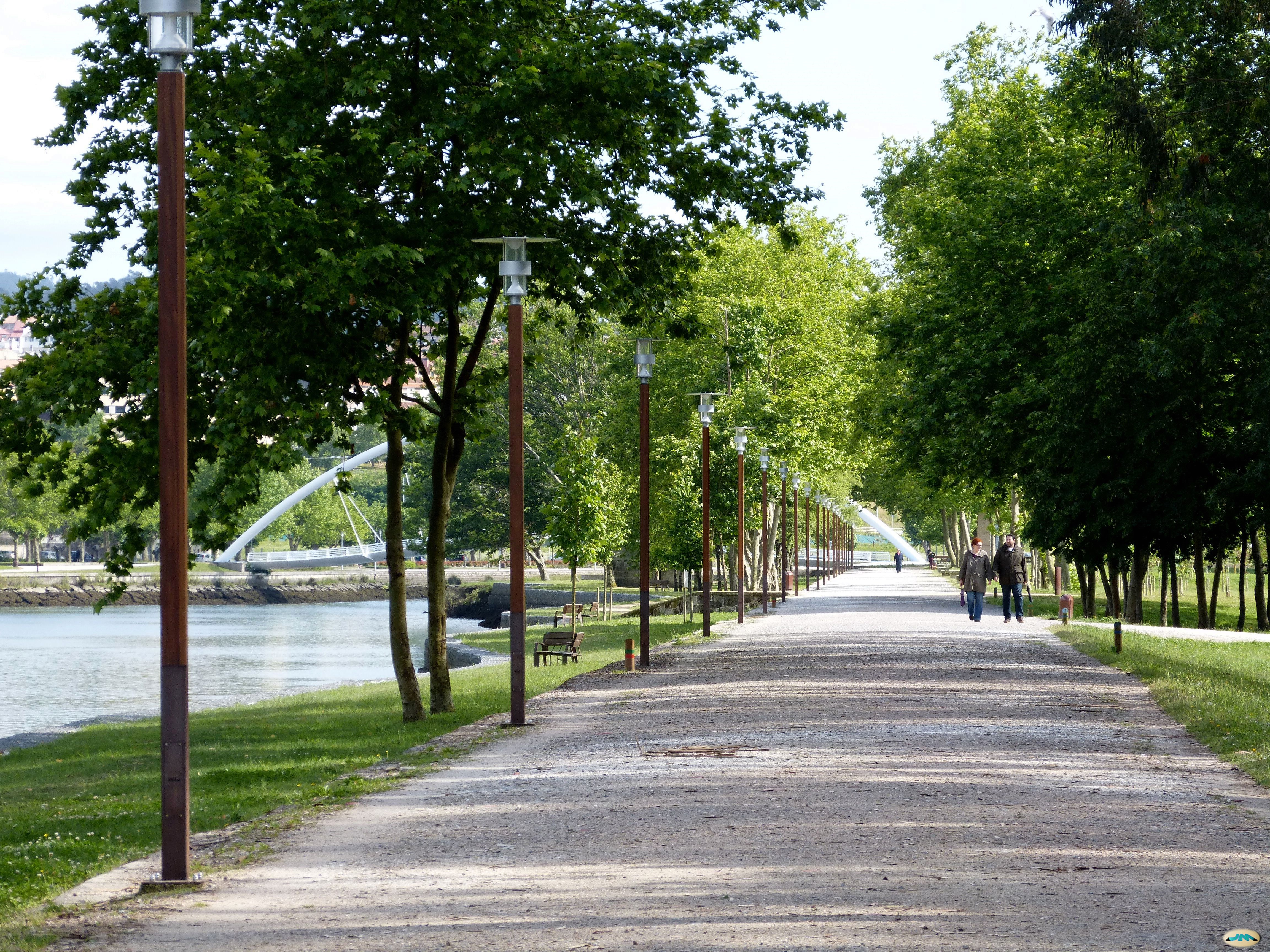
Isla de las Esculturas.

De este modo, Pontevedra inició una etapa significativa de expansión verde, enfocada en la creación de grandes parques naturales y la revitalización de espacios ribereños. Este proceso comenzó en 1997 con la apertura del Parque de la Isla de las Esculturas, un innovador espacio donde la naturaleza y el arte se integran en un entorno único al lado del río Lérez y de su ribera, transformada en paseo arbolado ese mismo año. El parque, conectado a ambas orillas del Lérez por puentes peatonales, cuenta con junqueras, praderas, un pequeño bosque de eucaliptos, un paseo central y diversos senderos secundarios. 
En el año 2000, se acondicionó el Parque de la Xunqueira de Alba, un extenso parque natural de 80 hectáreas ubicado al lado del río Rons y de las marismas de Alba muy cerca del puente de las Corrientes. El parque se compone de tres zonas principales: la marisma, el matorral, y la llanura pantanosa en la desembocadura del río Rons. La zona pantanosa está sujeta al flujo de las mareas, lo que hace que parte de ella quede cubierta por el agua y descubierta cada seis horas. Este ecosistema es de gran valor paisajístico y ecológico, con una rica biodiversidad. 
La creación de este parque natural fue seguida en 2007 por la inauguración del Parque del Gafos, un parque lineal que acompaña a través de caminos y puentes el curso del río Gafos en su tramo urbano. El parque alberga un sotobosque variado y árboles autóctonos como laureles, sauces y robles, y es hogar de diversas aves, incluyendo currucas, vencejos y golondrinas.

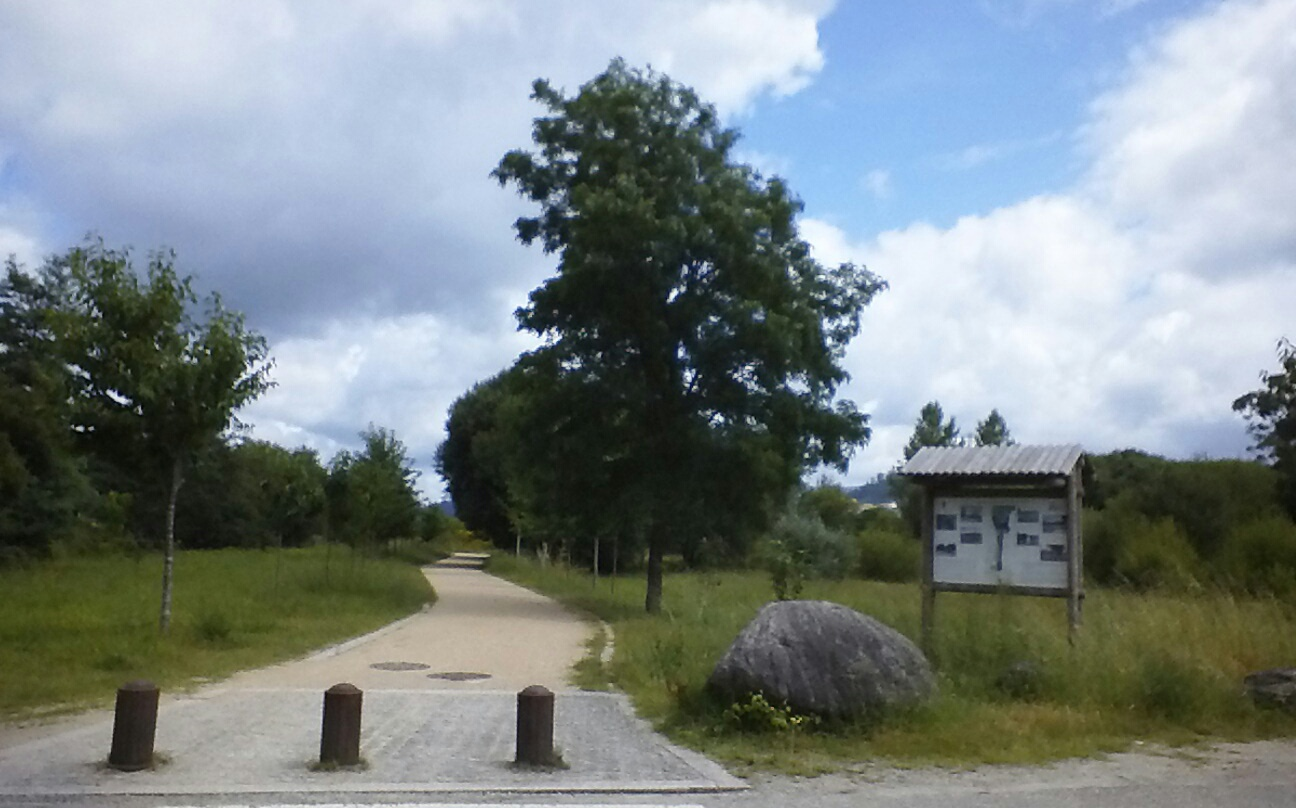
Parque de la Xunqueira de Alba.

En paralelo a la creación de estos parques, los primeros años del siglo XXI estuvieron marcados por una extensa incorporación de árboles en las calles de la ciudad, con la plantación de numerosas especies ornamentales, especialmente en las calles del Ensanche, contribuyendo a un entorno más verde y saludable.
En el casco urbano de Pontevedra, las calles y plazas están adornadas con una gran variedad de árboles ornamentales. Entre ellos destacan el camelio, presente en numerosas avenidas y calles como Eduardo Pondal o la calle García Camba y la palmera de abanico californiana, que embellece calles como General Gutiérrez Mellado, Sagasta o Peregrina. Otros árboles notables incluyen el fresno común en la avenida de Augusto García Sánchez y en la plaza de Galicia, la sófora en Benito Corbal, el naranjo amargo en calles como Rosalía de Castro o Peregrina, y el peral de Callery en calles como Daniel de la Sota o Gorgullón. También se encuentran el ciruelo de Pissard en varias avenidas como Reina Victoria o Virxinia Pereira Renda, el liquidámbar en la plaza del Hospital Provincial-calle Doctor Loureiro Crespo, en la plaza de la Verdura, en la avenida de Uruguay o en la calle Espincelo, y el cerezo común en la calle Cobián Roffignac y japonés en la calle Rosalía de Castro. Además, el plátano de sombra adorna la Avenida de Buenos Aires, la higuera de Port Jackson está en las calles Castelao y Cruz Gallástegui, y el olivo simbólico se encuentra en la calle de la Oliva. El abedul de Jacquemont en el Paseo de Colón, el magnolio de China en la calle Alfonso XII, y los manzanos en la plaza de San José se añaden, entre otros muchos, a la diversidad arbórea de la ciudad.

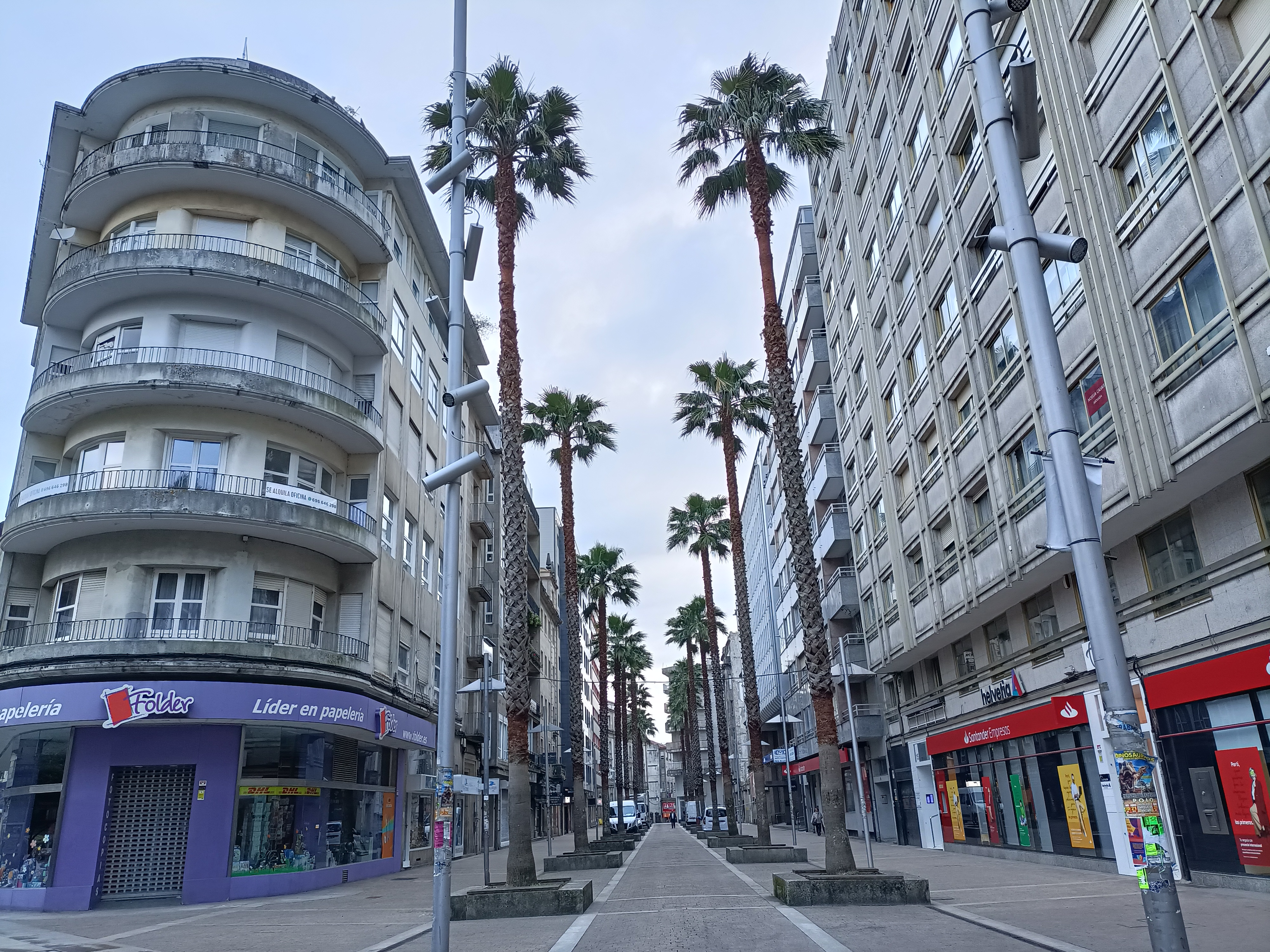
Calle General Gutiérrez Mellado.

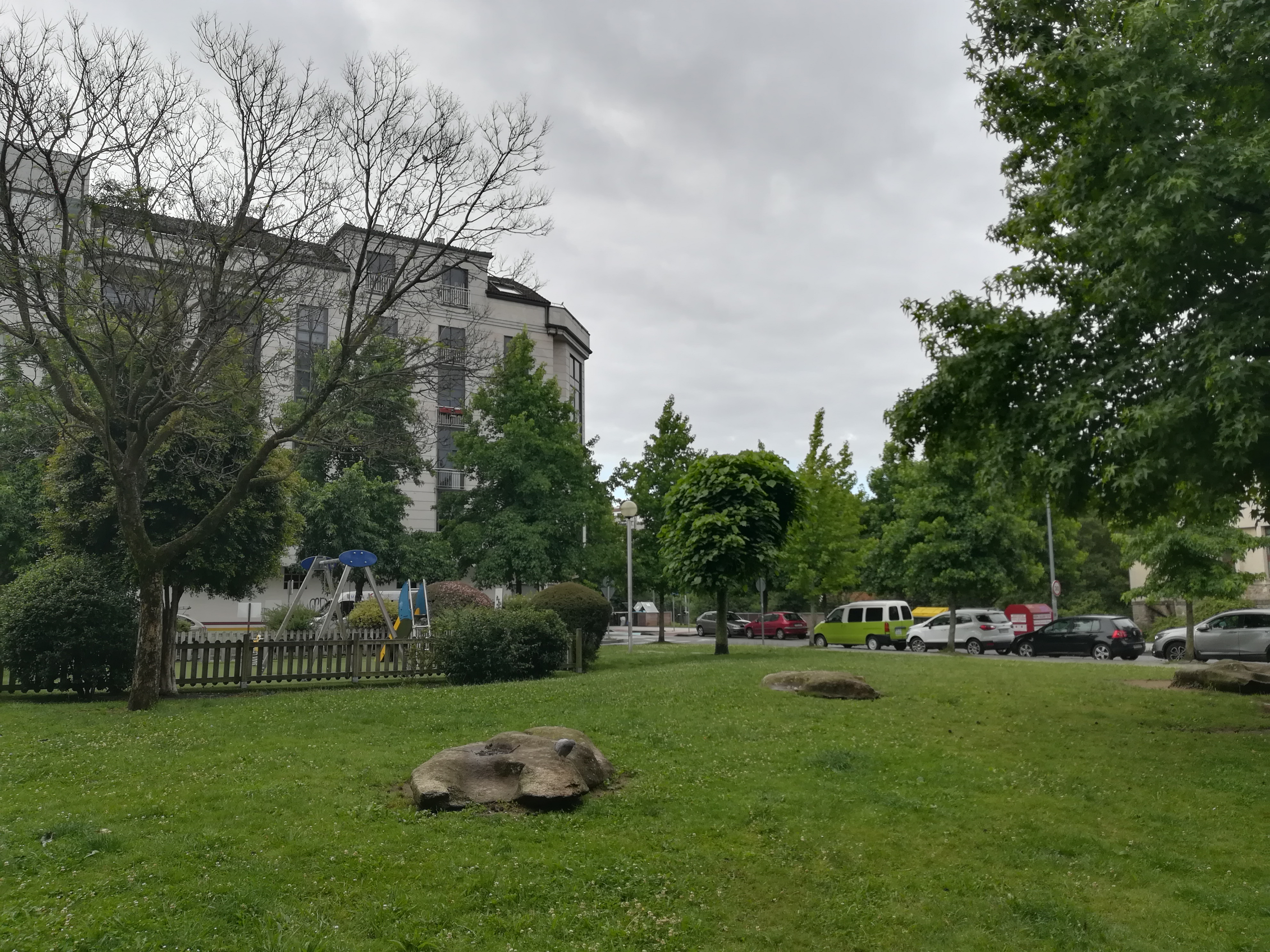
Parque de Puente Bolera.

También en estos años se creó el parque de Pasarón, se reformó el parque de la Familia al otro lado de la Isla de las Esculturas, y se arboló y acondicionó en 2000 el tramo de Orillamar del paseo marítimo de Pontevedra. A lo largo de este último se plantaron césped, arbustos y árboles como pinos piñoneros, higueras lloronas, liquidámbar, alcanforeros, perales Callery o alheñas.
En 2008, se crearon más zonas verdes: el Parque dos Soutos, en A Parda; la senda del Lérez en la margen izquierda del río Lérez, desde Monte Porreiro río arriba; el parque de María Vinyals en Campolongo, delante de la Ciudad Administrativa; y el Parque de Puente Bolera, ubicado cerca del río Gafos y la calle Gorgullón. En 2009, se inauguró el Parque de las Camelias en el barrio de A Parda.

### Expansión de parques urbanos y desarrollo de parques forestales periurbanos (2010-actualidad)
A partir de la segunda década del siglo XXI, Pontevedra continuó con su política de expansión verde, enfocándose tanto en la dotación de nuevos parques en los barrios como en la creación de grandes parques forestales en las zonas periurbanas. En 2010, se inauguró la primera fase del Parque de Valdecorvos, y ese mismo año se comenzó a acondicionar el primero de los parques forestales en los alrededores de la ciudad, el Parque de Pontillón de Castro. Más tarde, en 2021, se crearon los parques forestales de A Fracha y A Tomba.
El parque forestal de Pontillón de Castro situado en torno al embalse del mismo nombre, cubre una extensión de 50 hectáreas y destaca por un sendero de 4,5 kilómetros, que ofrece miradores y bancos para contemplar el paisaje. El parque cuenta con más de 3.000 árboles, áreas de juegos infantiles, merenderos, zonas de descanso y un rocódromo. El parque forestal de A Fracha, ubicado al sur de la ciudad y abarcando las parroquias de Marcón, Tomeza y Canicouva, se extiende por 406 hectáreas. Cuenta con más de 26 kilómetros de senderos para peatones y ciclistas, con rutas adaptadas y ofrece cuatro miradores, pasarelas de madera y merenderos rodeados de árboles como castaños y catalpas. El parque forestal de A Tomba, situado al norte de Pontevedra en la parroquia de Campañó, abarca 82 hectáreas y se encuentra a 4 kilómetros del centro urbano. Ofrece 17 kilómetros de senderos y dispone de dos miradores, con vistas al río Lérez y montañas cercanas. Está poblado de castaños, robles, alisos, olivos y alcornoques, entre otras especies arbóreas.

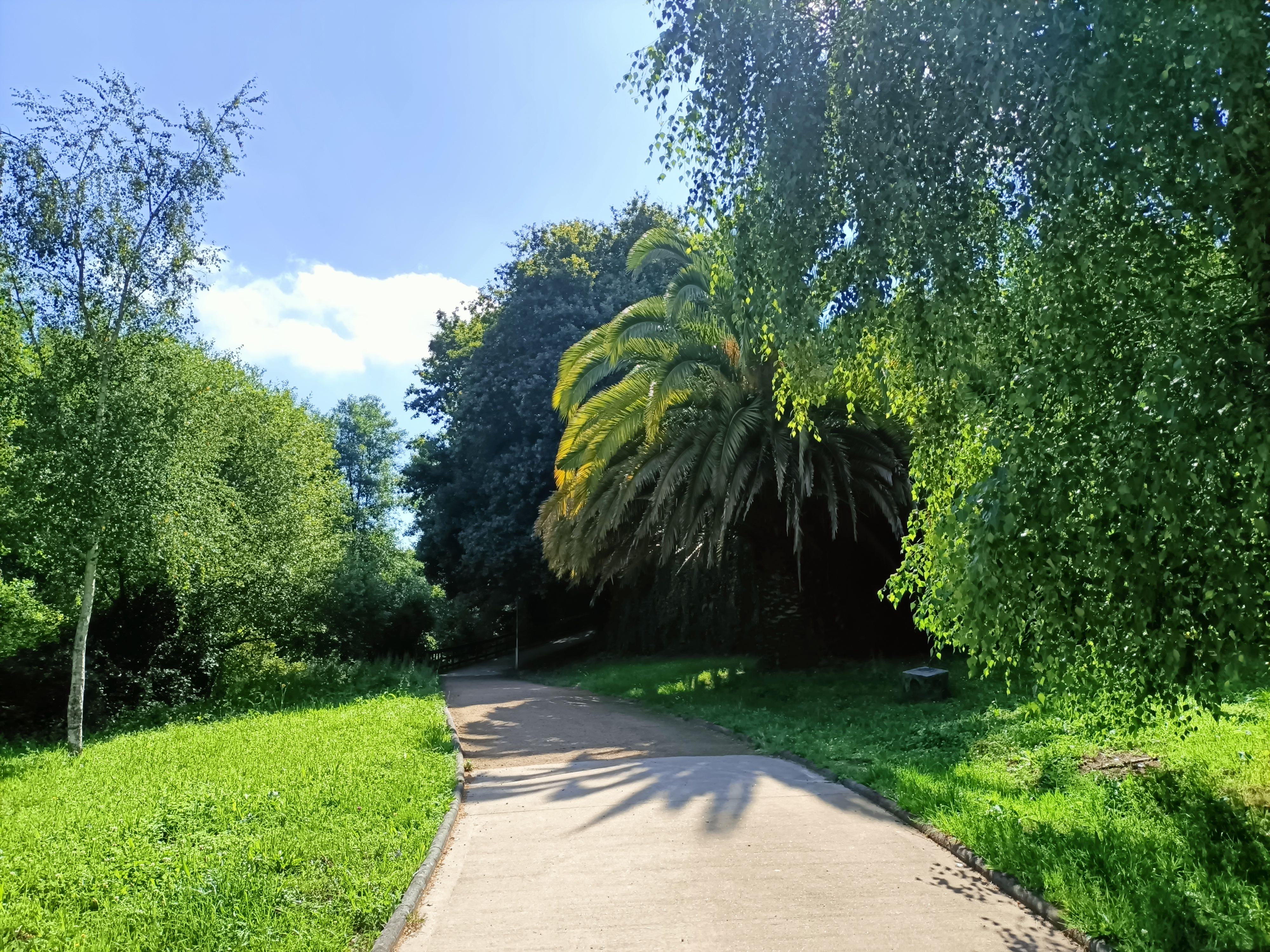
Parque de Valdecorvos.

En 2010 se inauguró el Parque Martín Balea en el barrio de A Parda. Cinco años después, en 2015, se abrió el Parque de Tafisa en el barrio homónimo, seguido en 2016 por la creación del Parque Amalia Álvarez en A Eiriña. Ese mismo año, se rehabilitó la margen derecha de la Senda del Lérez. En 2018 se inauguró el parque anexo al Camino Viejo de Castilla. En 2022, se renaturalizó la ribera del río Gafos junto a la estación de autobuses, y en 2024 se completó el Parque da Gándara, situado en las proximidades de la entrada del Parque de la Xunqueira de Alba.
En el futuro, a partir de 2025, está prevista la creación del nuevo Parque de A Parda, del Parque de la Camelia, la renaturalización de las riberas del río Gafos a su paso por Campolongo para crear un parque fluvial de 81.000 metros cuadrados, así como la rehabilitación del antiguo huerto y jardín del Convento de Santa Clara, que serán abiertos al público para su disfrute, continuando con el  diseño de una Pontevedra cada vez más verde y accesible.